# Sabagebu!
Sabagebu! -Survival Game Club!- (さばげぶっ!?, Sabagebu!) è un manga scritto e illustrato da Hidekichi Matsumoto. La storia si incentra su un gruppo di ragazze liceali che in un club scolastico, detto Club di Sopravvivenza, praticano il softair. L'opera ha iniziato la sua serializzazione nella rivista Nakayoshi di Kōdansha nel dicembre 2010. In seguito è stato realizzato un adattamento anime di 12 episodi da parte di Pierrot Plus, mandato in onda tra luglio e settembre 2014.

## Personaggi

### Membri del Club
Momoka Sonokawa (園川 モモカ?, Sonokawa Momoka)
Doppiata da: Ayaka Ōhashi
Momoka è la protagonista della storia, una studentessa trasferita costretta da Miou ad unirsi al Club di Sopravvivenza. Dà l'apparenza di essere dolce e gentile, ma si rivela avere invece un lato feroce e vendicativo, soprattutto quando è intimidita o minacciata. Brandisce una Beretta M92F.
Miou Ootori (鳳 美煌?, Ōtori Miō)
Doppiata da: Yumi Uchiyama
È la presidentessa del Club di Sopravvivenza, una studentessa del terzo anno che viene da una famiglia molto ricca. Il suo bel aspetto e la sua personalità l'hanno resa molto popolare nell'istituto, difatti è rispettata e amata da molte studentesse. A causa della sua bocciatura (mancanza di crediti nel manga e cattiva condotta nell'anime) può maneggiare armi vietate all'uso dei minori. Brandisce due Desert Eagle.
Maya Kyōdō (経堂 麻耶?, Kyōdō Maya)
Doppiata da: Lynn
È una studentessa del secondo anno, presa in giro dagli altri membri del club a causa del suo seno prosperoso. Lavora part-time come modella gravure ed è sempre la prima ad essere fatta fuori. Brandisce un fucile d'assalto M4A1 con CQBR (Close Quarters Battle Receiver) e visore XPS.
Kayo Gōtokuji  (豪徳寺 かよ?, Gōtokuji Kayo)
Doppiata da: Nao Tōyama
È una studentessa del primo anno della stessa classe di Momoka ed è il tesoriere del club che si è unita al club solo a causa del cosplay (ad esempio Ghillie suit). È un'otaku che ama i cosplay, ed è in grado di cambiarsi i costumi che indossa molto velocemente. È un genio con un QI di 160 ed è considerata la studentessa più brava della classe. Brandisce due Mac-11s.
Urara Kasugano (春日野 うらら?, Kasugano Urara)
Doppiata da: Rumi Ōkubo
È una studentessa del primo anno che nasconde un lato spaventoso sotto un atteggiamento carino. È una masochista che inizialmente perseguitava Miou finché non incontrò Momoka, poiché si rivelò più violenta quando la punisce. Brandisce due Glock 26C (da sottolineare che la Glock 26 è una vera e propria arma da fuoco, mentre la Glock 26C è un'esclusiva dedicata per il soft air, prodotto dalle società KWA, KSC, e WE-Tech)
Rinco (カモ?, Kamo)
È un ornitorinco mascotte del Club di Sopravvivenza, che spesso si ferma a casa di Momoka.

### Personaggi Secondari
Kazue Sonokawa (園川 かず江 ?, Sonokawa Kazue)
Doppiata da: Kikuko Inoue
È la madre di Momoka, è molto attaccata al suo essere di casalinga. Inspiegabilmente brandisce una Smith & Wesson Model 500 con mirino Aimpoint T1 rosso ed è  la pistolera più esperta della serie. 
Ena Sakura (佐倉 恵那?, Sakura Ena)
Doppiata da: Yui Horie
È il supervisore del Club di Sopravvivenza, che porta sfortune ovunque vada.
Yayoi Isurugi (石動 やよい
?, Isurugi Yayoi)
Doppiata da: Eriko Matsui
È la presidentessa del consiglio studentesco. Prova rancore verso Miou perché si prende gioco di lei, in seguito sembra però essersi presa una cotta per lei.
Lemon "Pollo Fritto" (からあげ☆レモン?, Kara'age Remon)
Doppiato da: Souta Arai
È un otaku in sovrappeso e inquietante, che diventa ammiratore di Momoka dopo aver subito una sconfitta nella Sala Giochi da lei. 

## Media

### Manga
La serie, scritta da Hidekichi Matsumoto, ha iniziato la sua serializzazione nella rivista Nakayoshi di Kōdansha nel dicembre 2010. Al marzo 2016 sono stati pubblicati dieci tankōbon.

### Anime
Nel 2014 è stato prodotto un adattamento anime da parte di Pierrot Plus, diretto da Masahiko Ōta e scritto da Takashi Aoshima. È stato trasmesso in Giappone dal 6 luglio al 21 settembre 2014 ed è stato in simulcast su Crunchyroll. Un'anteprima è andata in onda su Niconico il 28 giugno 2014. L'edizione Blu-ray contiene quattro OAV. La sigla iniziale è YES!! cantata da Ayaka Ōhashi, mentre la sigla finale è Pitty Patty Survibird (ぴてぃぱてぃサバイバード?, Piti Pati Sabaibādo) delle Gesukawa Girls (Ayaka Ōhashi, Yumi Uchiyama, Rumi Ōkubo, Lynn, e Nao Tōyama). 

#### Episodi
| Nº | Titolo italiano (traduzione letterale) Giapponese 「Kanji」 - Rōmaji | In onda           | In onda |
| Nº | Titolo italiano (traduzione letterale) Giapponese 「Kanji」 - Rōmaji | Giapponese        |         |
| 1  | Unirsi ad un Club! / Non ti stavi iscrivendo? Ho mentito! / Voglio una vera sfida di sopravvivenza 「入部! / 入部と言ったな?あれは嘘だ / 本当はリアルなサバゲをやるつもりでした」 - Nyūbu! / Nyūbu to Itta na? Are wa Uso da / Hontō wa Riaru na Sabage o Yaru Tsumorideshita                          | 6 luglio 2014     |         |
| 2  | Un problema coi codini / Esercizi mentali / Uccidi o vieni ucciso 「ツインテールのワナ / 精神トレーニング / 沈黙のKILL or DIE)」 - Tsuintēru no Wana / Seishin Torēningu / Chinmoku no Kiru oa Dai | 13 luglio 2014    |         |
| 3  | Una sciagura si dirige verso di noi! La donna che porta la rovina! / Un'altra sciagura sta arrivando! Sfida a bimbe indemoniate!! 「ヤツが来る！嵐を呼ぶ女登場!! ／ ヤツも来る！ヘルズチルドレンの挑戦!!)」 - Yatsu ga Kuru! Arashi o Yobu On'na Tōjō!! / Yatsu Mo Kuru! Heruzu Chirudoren no Chōsen!! | 20 luglio 2014    |         |
| 4  | Un uomo e la ragazza del destino, lol / Momoka e la volontà non così ferrea / Inquilini indesiderati 「運命(笑)のボーイミーツガールwww / 痩せる意志を嗤う豚よ / カモなマイハウス)」 - Unmei (kakko warai) no Bōi Mītsu Gāru www/ Yaseru Ishi o Warau Buta yo / Kamo na Mai Hausu                       | 27 luglio 2014    |         |
| 5  | Ascensione!? Club a rischio / I codini inarrestabili / La crociata e il Ragnarok 「昇天!?しずかなるサバイバル／死にぞこないのツインテ／聖戦－－天使と悪魔のラグナロク」 - Shōten!? Shizukanaru Sabaibaru / Shinizokonai no Tsuinte /Seisen -- Tenshi to Akuma no Ragunaroku                            | 3 agosto 2014     |         |
| 6  | La vendetta di Isurugi Yayoi, Presidente del Consiglio Studentesco! / Battaglia disgustosamente immorale 「生徒会長石動やよいの復讐！／呆れるほど仁義なき戦い」 - Seito Kaichō Isurugi Yayoi no Fukushū! / Akireruhodo Jinginaki Tatakai                                                               | 10 agosto 2014    |         |
| 7  | Il club di Caccia! / Essere un uomo / Hentai 「しゅりょうぶ！ / オトコってやつは / HENTAI」 - Shuryō-bu! / Otoko-tte Yatsu wa / Hentai | 17 agosto 2014    |         |
| 8  | Squadrone difensivo Biancopuro / Le cacciatrici Biancargento. La caduta di Maya 「純白防衛線 / 白銀の狩人たち。－麻耶、散る」 - Junpaku Bōei-sen / Shirogane no Kariudo-tachi. - Maya, Chiru | 24 agosto 2014    |         |
| 9  | Storia canina / La piscina del trapasso / Nonnetti scatenati X 「犬かも物語 / 天国に一番近いプール / MAD 爺婆X」 - Inu Kamo Monogatari / Tengoku ni Ichiban Chikai Pūru / Maddo Jijibaba Ekkusu | 31 agosto 2014    |         |
| 10 | Cacciatrici di tesori / La Idol della tristezza / Survival VF 「トレジャーハンター / かなしみのアイドル / さVP」 - Torejā Hantā / Kanashimi no Aidoru / Sa VP | 7 settembre 2014  |         |
| 11 | Decorazioni pacchiane / Cenerentola / La rossa stella cadente 「ゴテゴテデコ / ぜったいシンデレラ / 赤い流星」 - Gotegote Deko / Zetsutai Tsunderera / Akai Ryūsei | 14 settembre 2014 |         |
| 12 | Addio amici! L'ultimo giorno del Club di sopravvivenza! / Dal Club di sopravvivenza con amore 「さらば友よ！サバゲ部最後の日！／サバゲ部より愛を込めて」 - Saraba Tomoyo! Sabage-bu Saigo no Hi! / Sabage-bu Yori Ai o Komete                                                                          | 21 dicembre 2014  |         |

#### OAV
| Nº | Titolo italiano (traduzione letterale) Giapponese 「Kanji」 - Rōmaji                                                                             | In onda           | In onda |
| Nº | Titolo italiano (traduzione letterale) Giapponese 「Kanji」 - Rōmaji                                                                             | Giapponese        |         |
| 1  | E restarono in cinque 「そして誰かいなくなった」 - Soshite Dareka Inakunatta                                                                     | 24 settembre 2014 |         |
| 2  | Saba Corti! 「さばよんっ！」 - Sabayon! | 29 ottobre 2014   |         |
| 3  | Ragazze senza speranza 「部屋の中の懲りない人々」 - Heya no Naka no Korinai Hitobito                                                             | 21 novembre 2014  |         |
| 4  | Il contrattacco del Presidente del Consiglio Studentesco. Isurugi Yayoi! 「生徒会長石動やよいの逆襲!」 - Seito-kaichō Isurugi Yayoi no Gyakushū! | 25 dicembre 2014  |         |
| 5  | Il ritorno dei Saba-corti! 「戻ってきたさばよんっ!」 - Modottekita Sabayon!                                                                      | 28 gennaio 2015   |         |
| 6  | Il gioco dei re! 「王様ゲームっ!」 - Ōsama Gēmu!                                                                                                 | 20 febbraio 2015  |         |